# Kistamási, Baranya
Kistamási este un sat în districtul Szigetvár, județul Baranya, Ungaria, având o populație de 126 de locuitori (2011). 

## Demografie
Componența etnică a satului Kistamási
     Maghiari (77,69%)
     Romi (22,31%)
Componența confesională a satului Kistamási
     Romano-catolici (50,79%)
     Fără religie (12,7%)
     Reformați (9,52%)
     Necunoscută (26,98%)
Conform recensământului din 2011, satul Kistamási avea 126 de locuitori. Din punct de vedere etnic, majoritatea locuitorilor (77,69%) erau maghiari, cu o minoritate de romi (22,31%).  Din punct de vedere confesional, majoritatea locuitorilor (50,79%) erau romano-catolici, existând și minorități de persoane fără religie (12,7%) și reformați (9,52%). Pentru 26,98% din locuitori nu este cunoscută apartenența confesională.